# The Pest (film fra 1917)
The Pest er en amerikansk stumfilm fra 1917 af Arvid E. Gillstrom.

## Medvirkende
- Billy West
- Oliver Hardy
- Ethelyn Gibson
- Bud Ross
- Leo White